# Templo y exconvento de Santiago apóstol de Cuilápam
El convento de Cuilápam fue un antiguo convento de México, hoy abandonado y en ruina,  que se encontraba en el municipio de Cuilápam de Guerrero, en la región de los Valles Centrales de Oaxaca. Se trata de un edificio del siglo XVI, de impresionantes dimensiones, pero que nunca fue concluido. Entre sus espacios arquitectónicos más característicos se encuentra una capilla abierta, tipo de construcción religiosa característica de los primeros años después de la conquista de México, ideado con el propósito de congregar a una mayor cantidad de indígenas a los cuales convertir al catolicismo.

## Historia
El convento de Santiago Apóstol comenzó a construirse alrededor de la década de 1530, y estaba destinado a albergar a la orden Dominica, misma que fue encomendada para realizar la evangelización de los naturales de Oaxaca. Se localiza en el poblado de Cuilápam de Guerrero, mismo donde un 14 de febrero de 1831 fue asesinado Vicente Guerrero, expresidente mexicano y prócer de la Independencia de México. La primera sección construida del conjunto arquitectónico fue la capilla abierta, a la que se añadieron sucesivamente una basílica, un claustro conventual, una posada y un noviciado. Como la capilla destinada para la evangelización, el templo también fue concebido como un espacio religioso a cielo abierto. En una de las celdas del convento fue puesto en prisión Vicente Guerrero, antes de ser fusilado en el pueblo de Cuilápam. 

## Descripción
Como muchos de los edificios de Oaxaca, el convento de Cuilápam fue realizado con cantera tallada por los artesanos indígenas. El templo posee una fachada de estilo plateresco, y tiene planta basilical de tres naves, que son separadas entre sí por las arcadas que estaban destinadas a sostener el techo de la iglesia. Los arcos están labrados con motivos geométricos. El templo posee dos torres de planta circular que alojaron sendos campanarios. Cada torre está terminada en una bóveda cónica que está coronada por una cruz. Uno de los muros posee restos de antiguas inscripciones que se presume fueron realizadas por los antiguos mixtecos.

Aunque en la actualidad el antiguo convento de Cuilápam, que fue dedicado a Santiago Apóstol está en ruinas, se trata de uno de los edificios más emblemáticos de la arquitectura colonial de Oaxaca. El pueblo de Cuilápam, donde se localizan los restos de la edificación, se localiza a unos diez kilómetros de la ciudad de Oaxaca de Juárez.

Dentro y fuera del ex-convento de Santiago Apóstol de Cuilápam
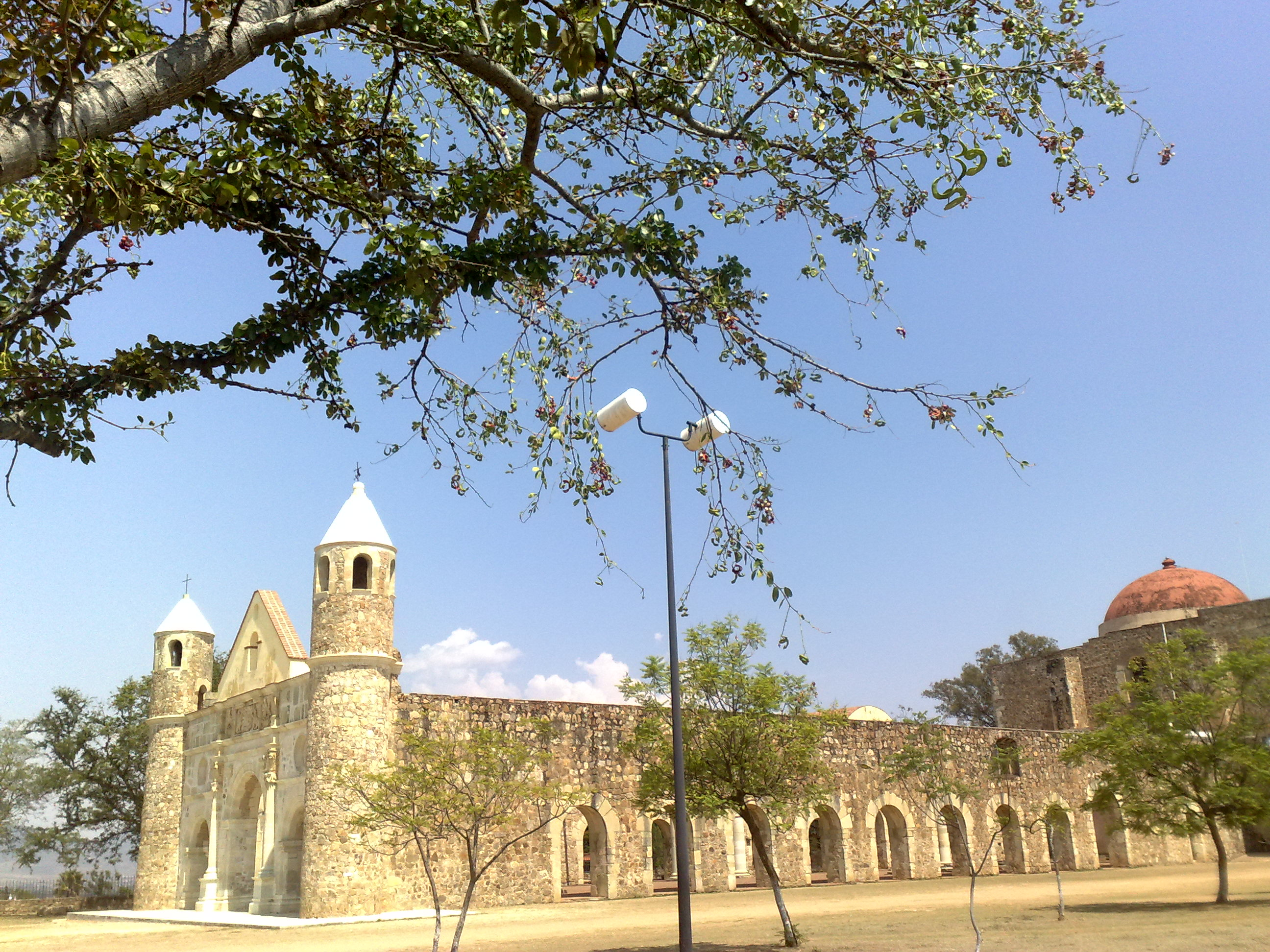
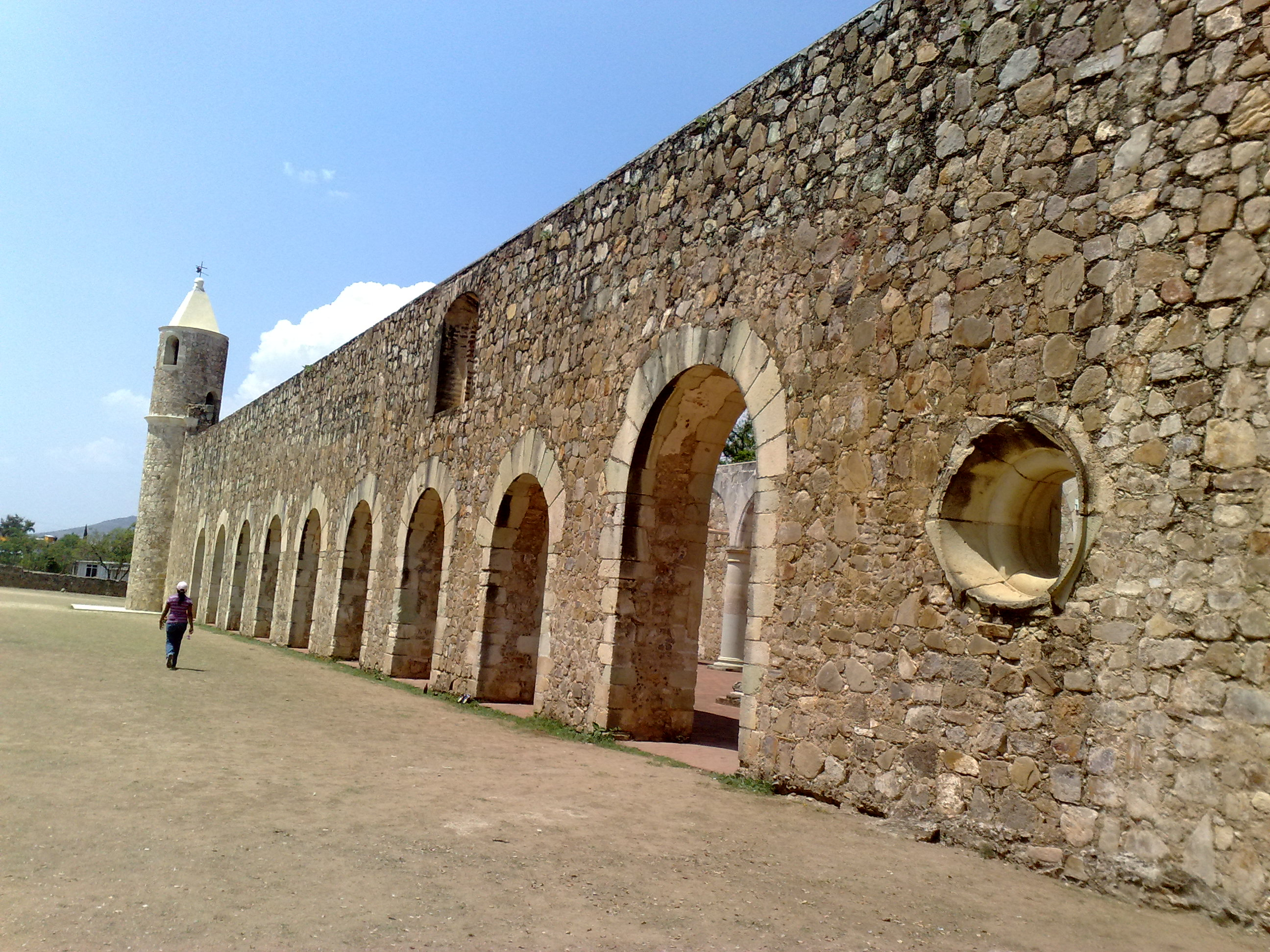
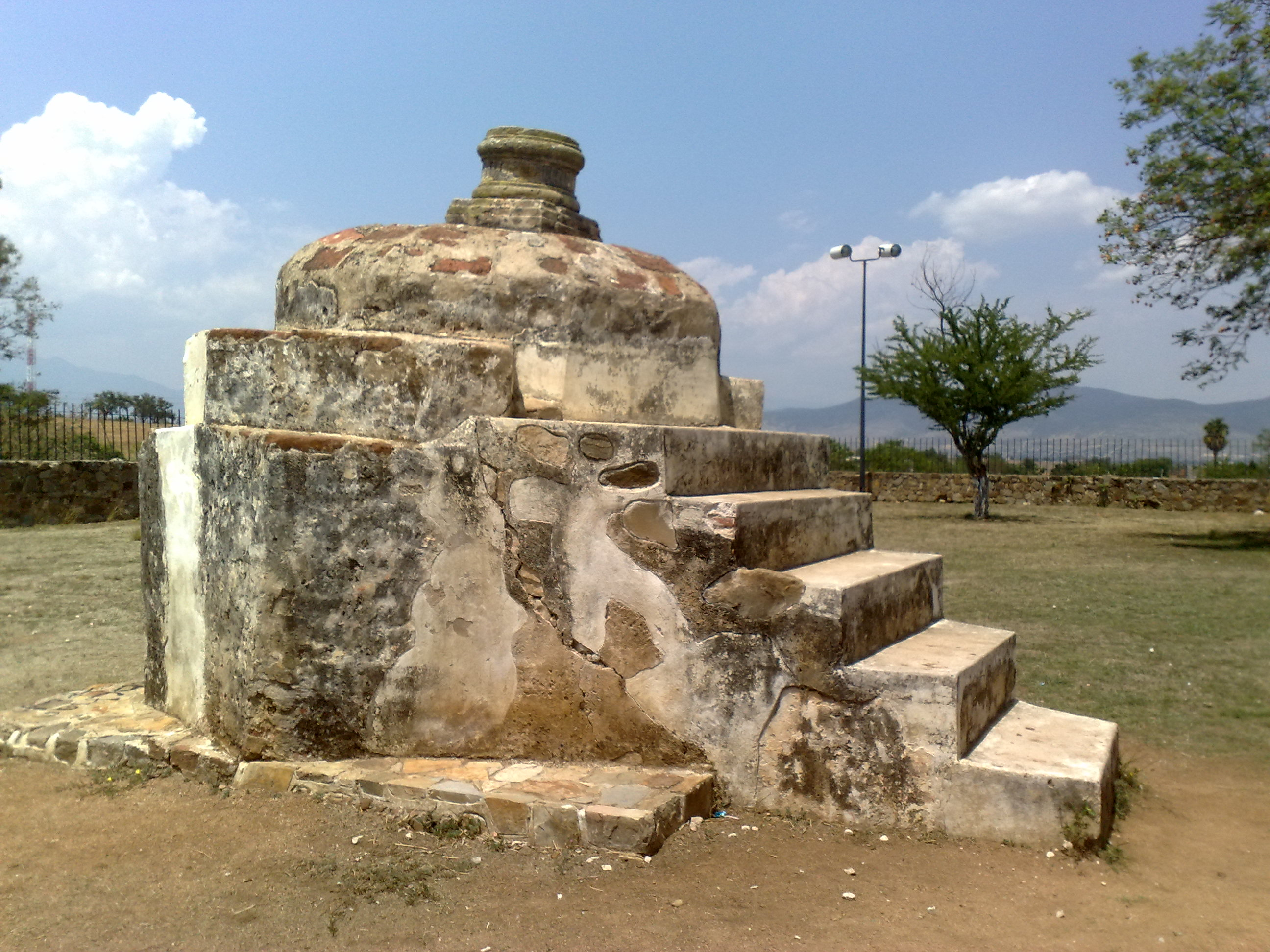
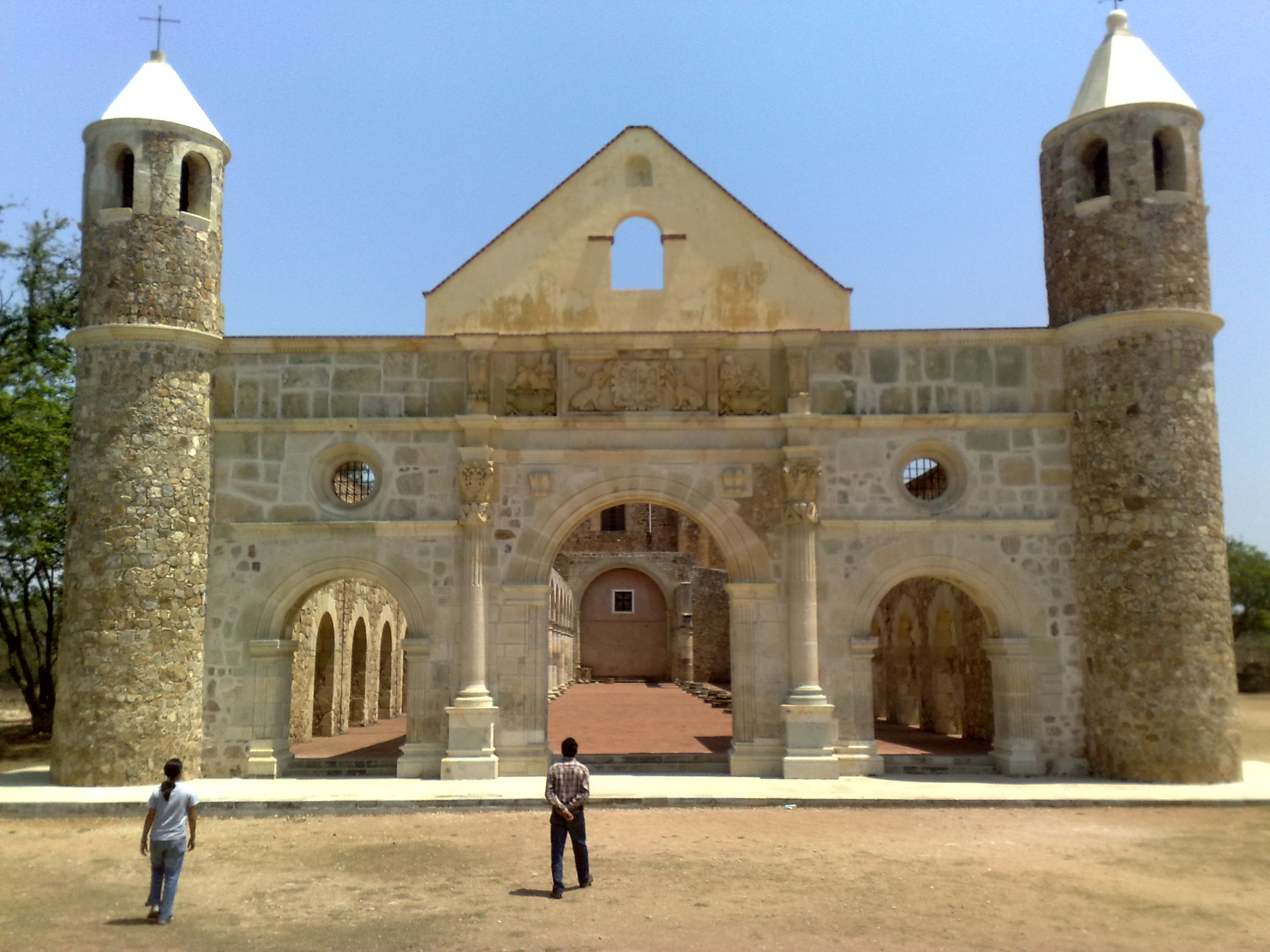
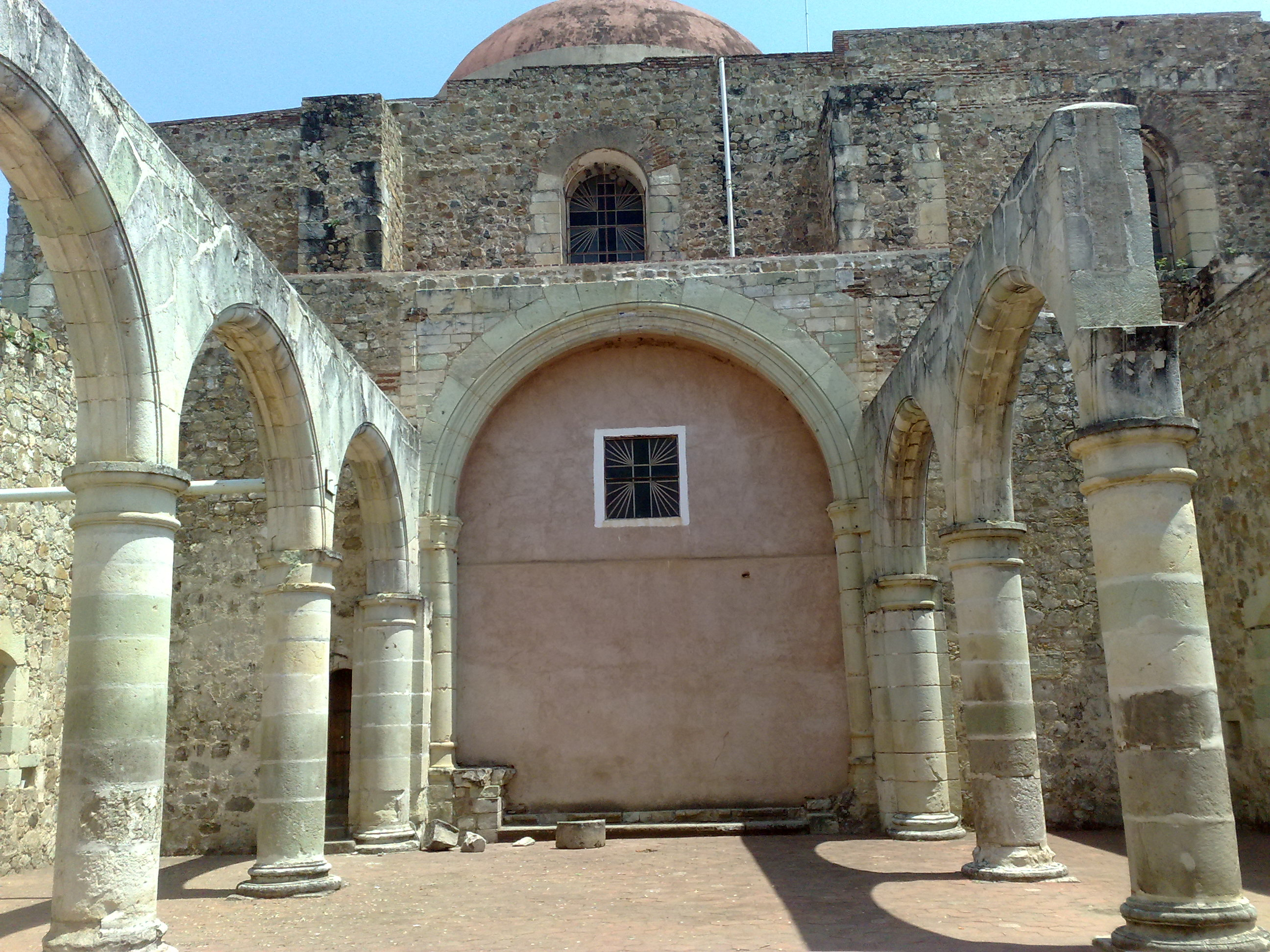
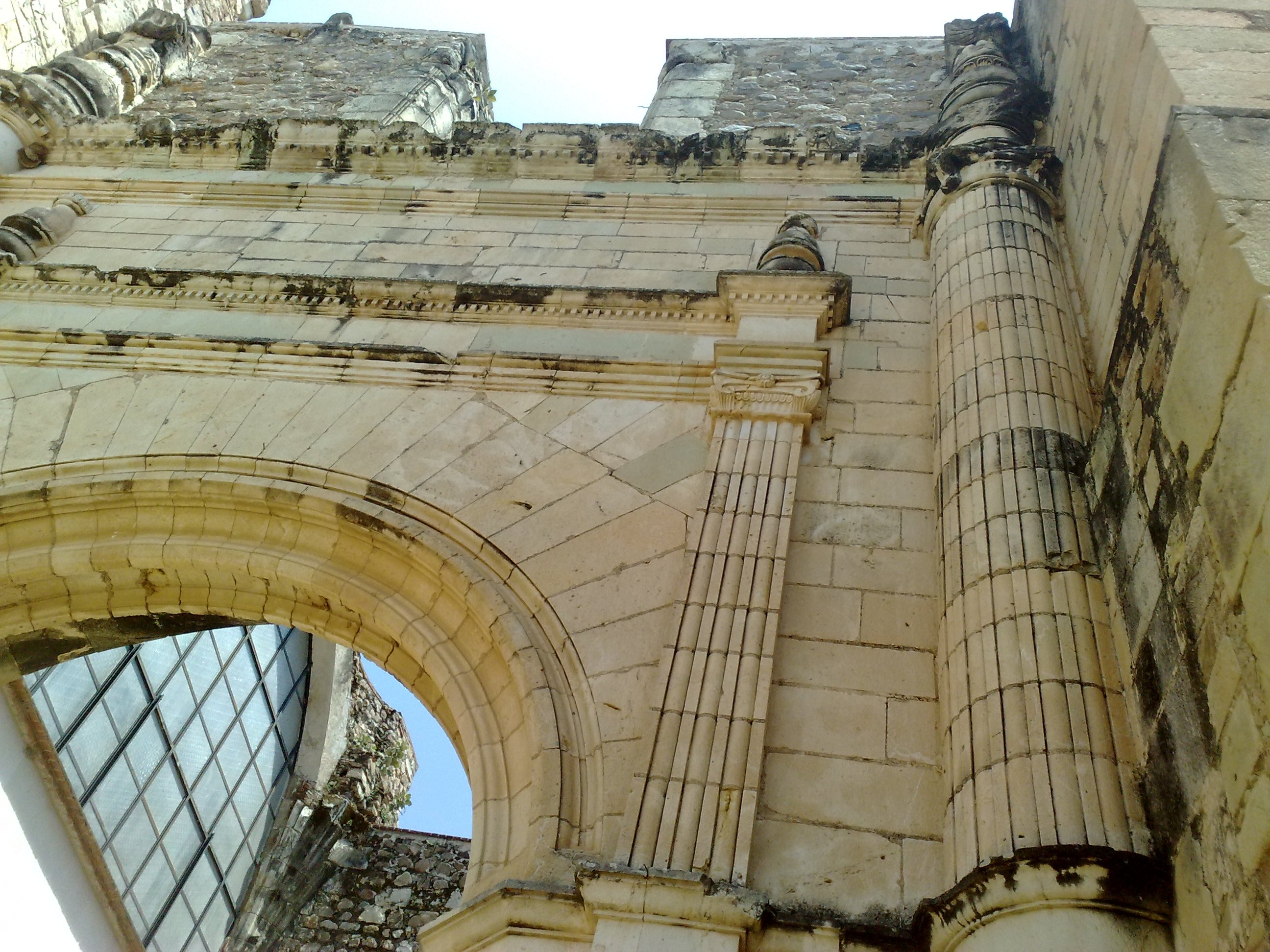
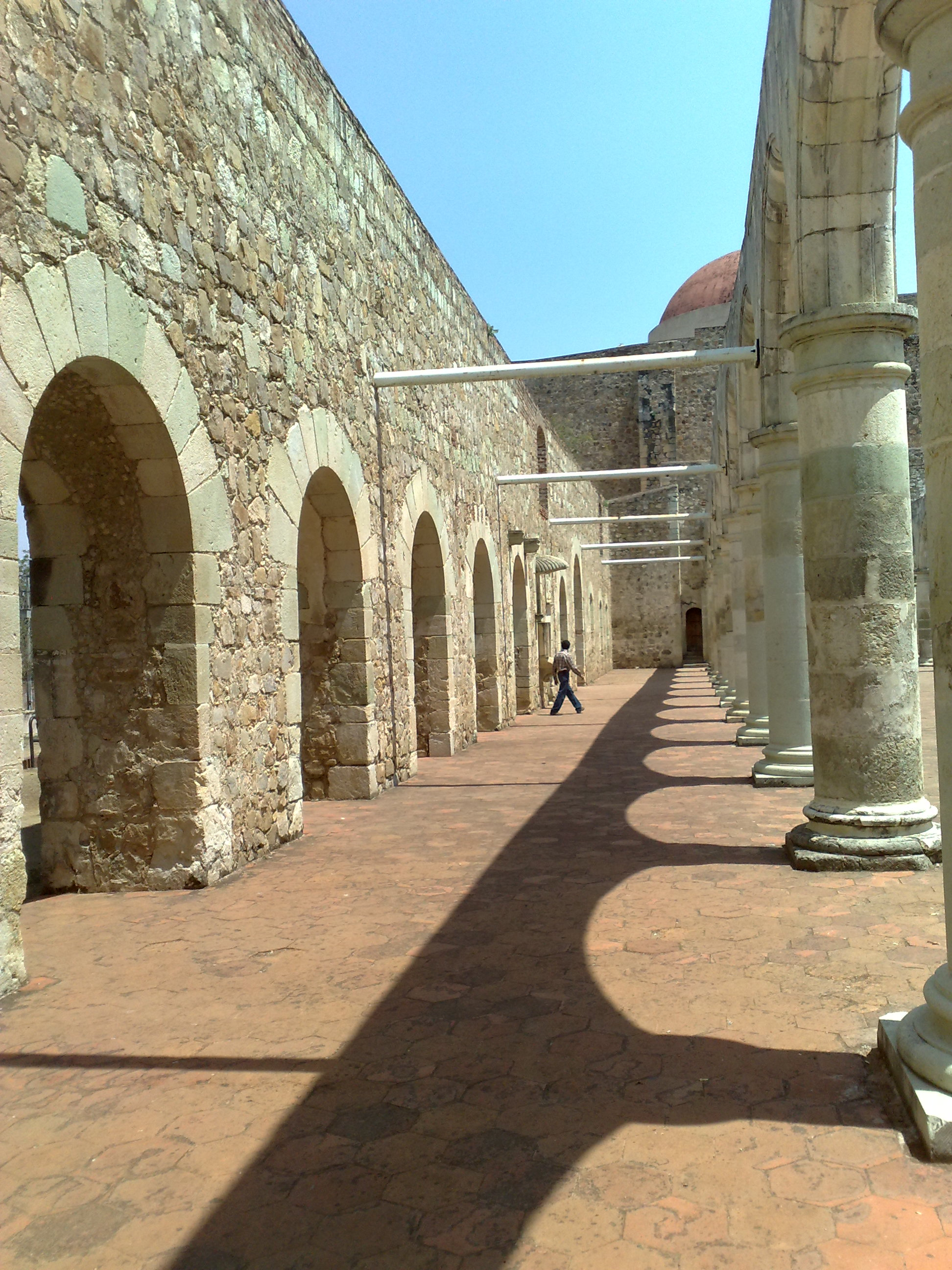
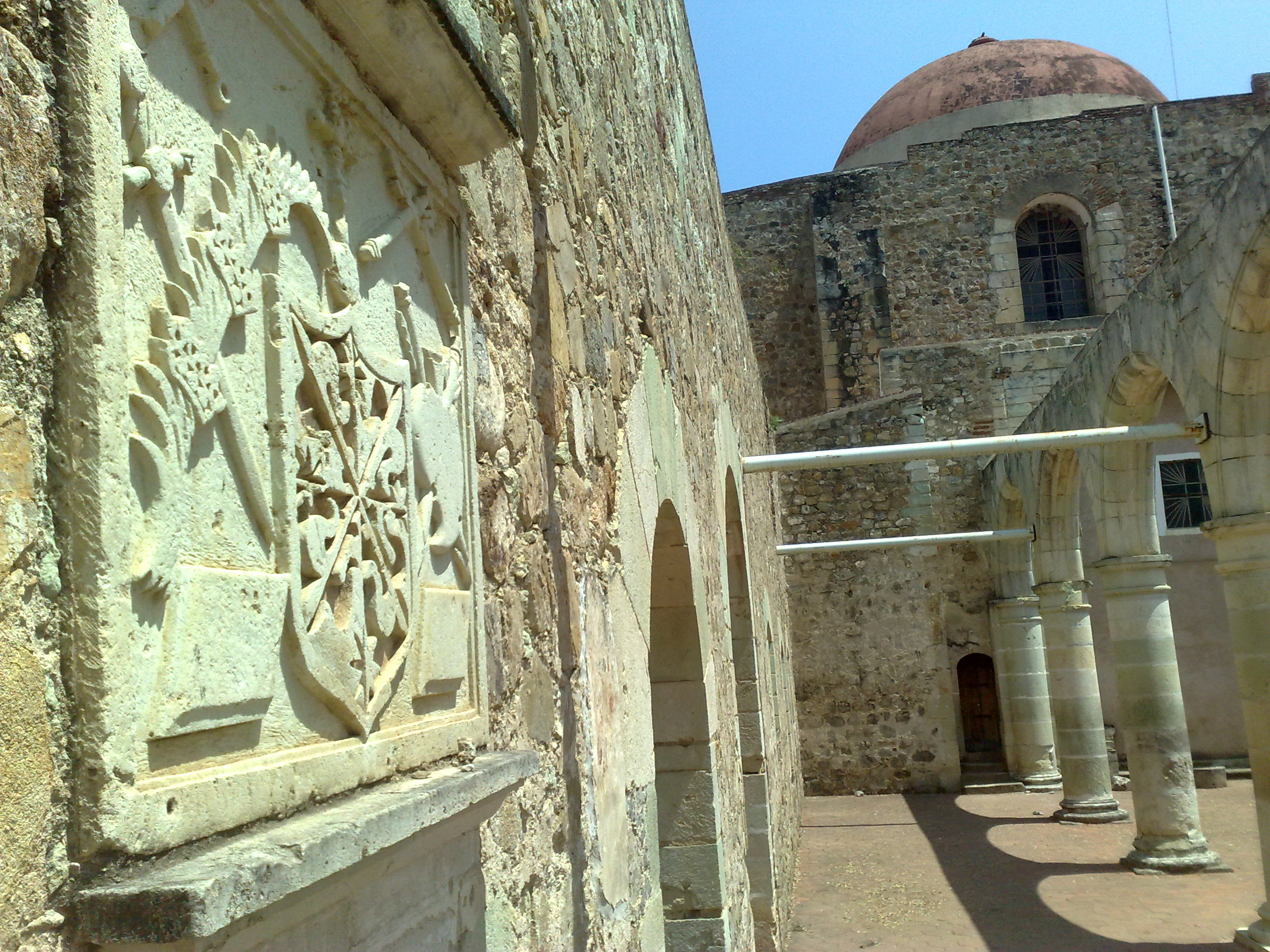
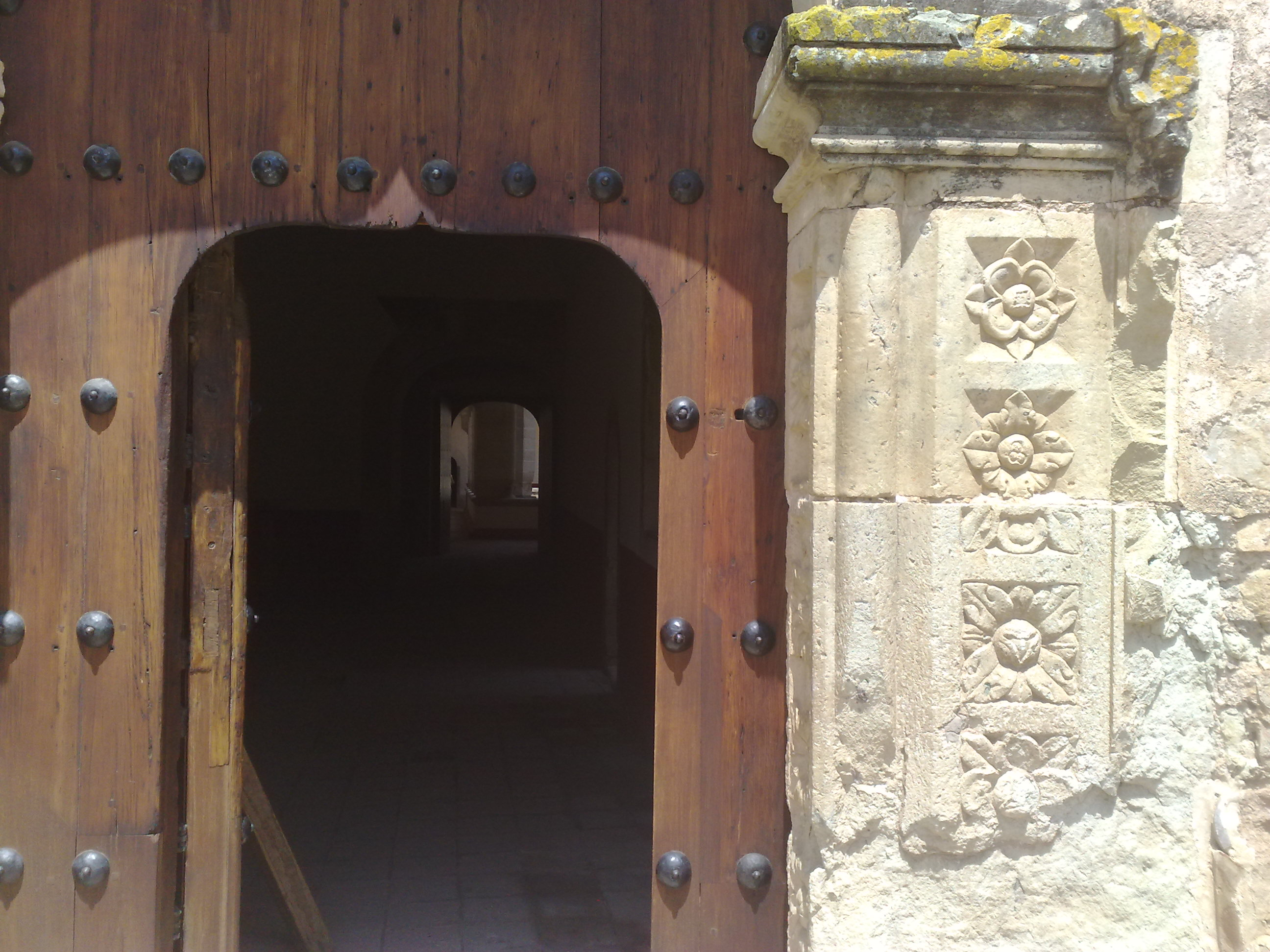
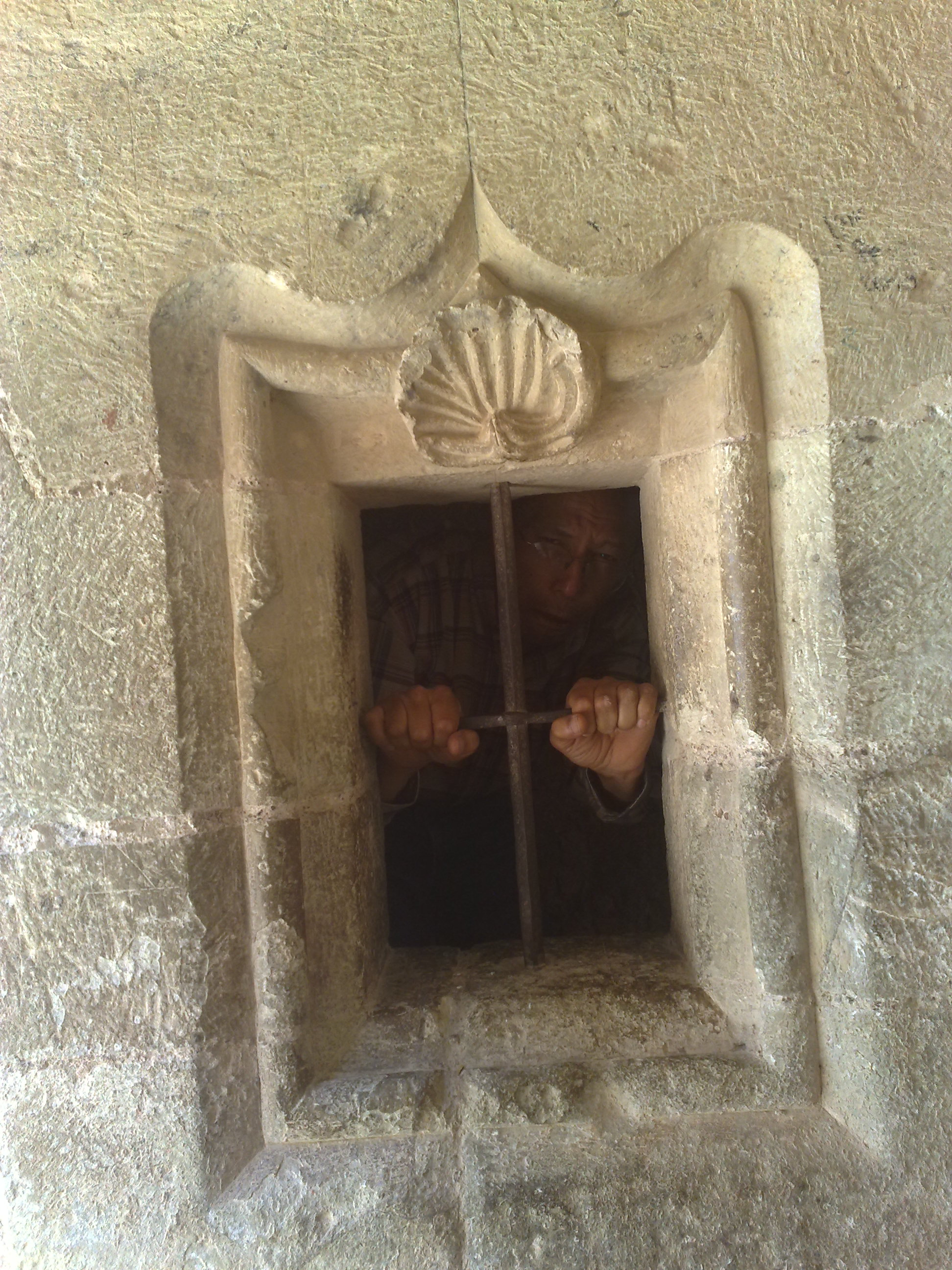
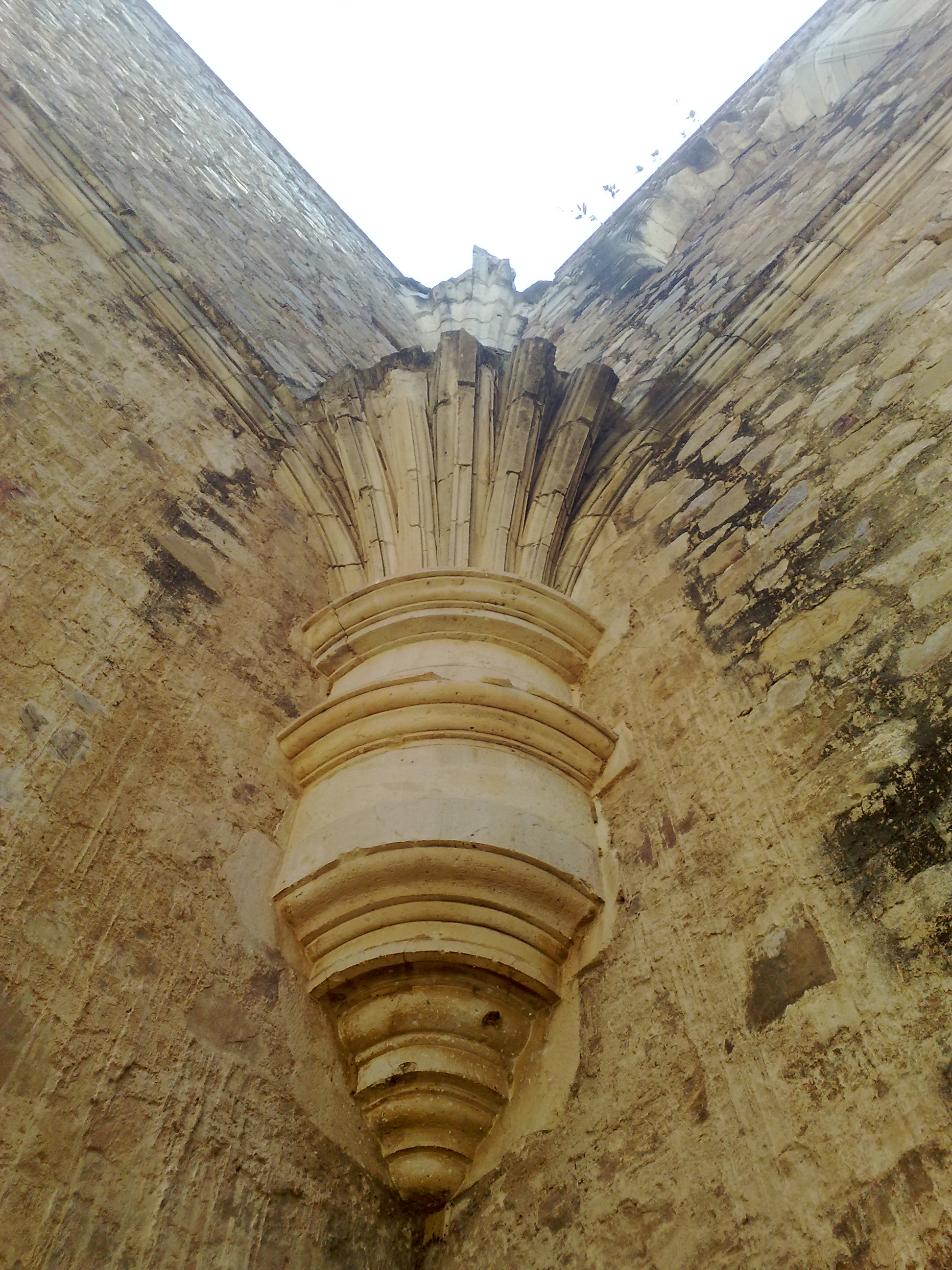
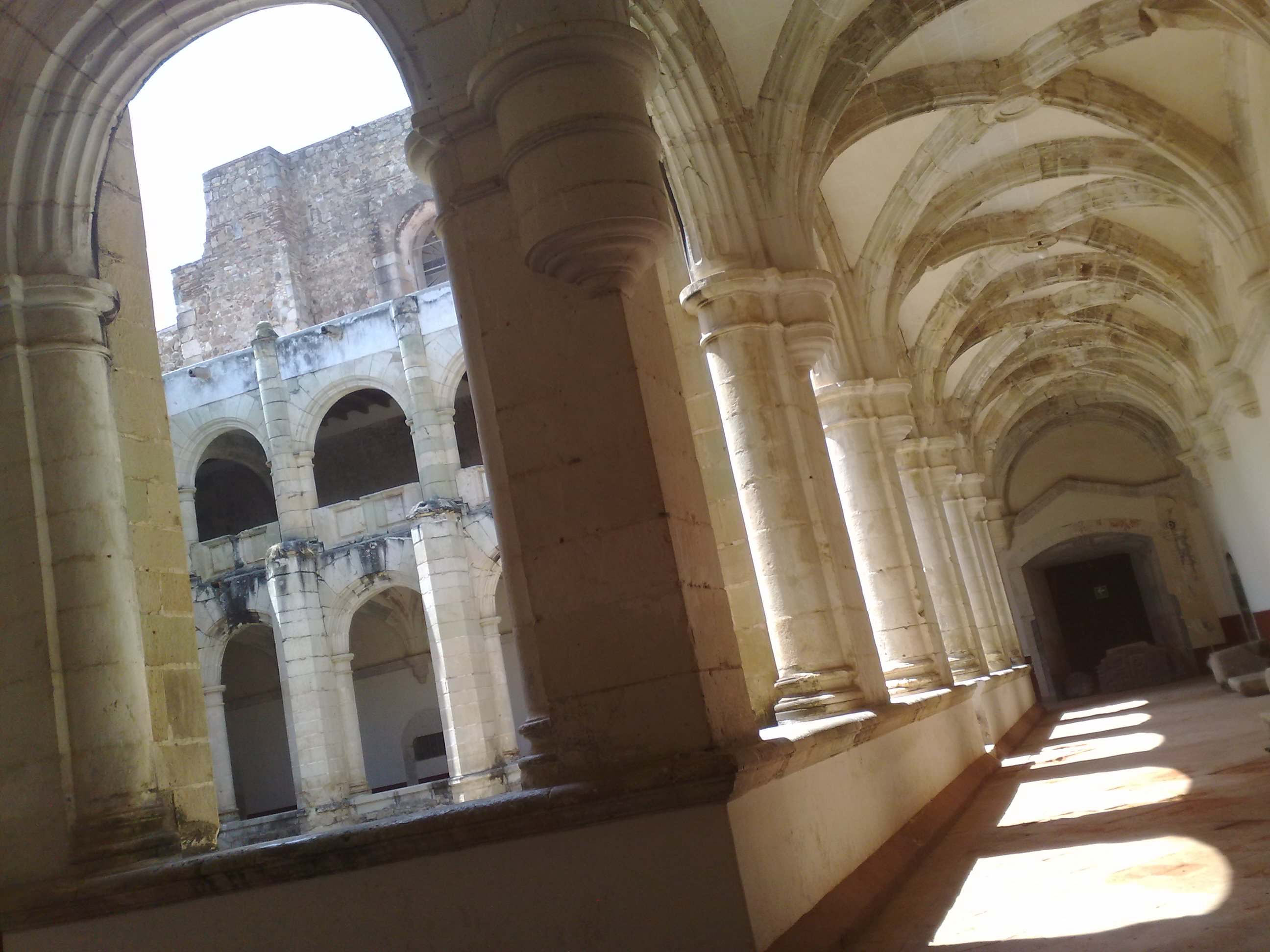
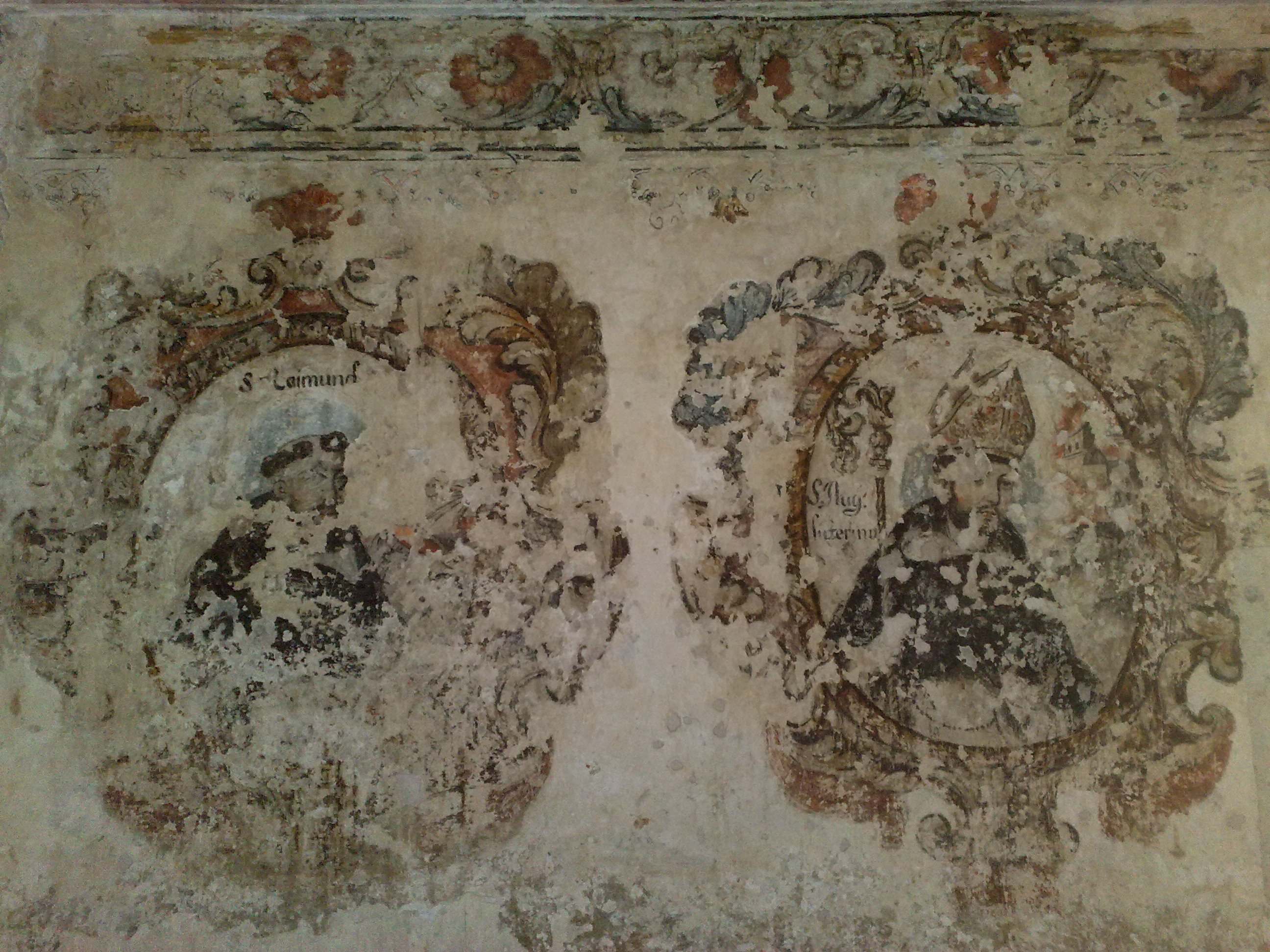
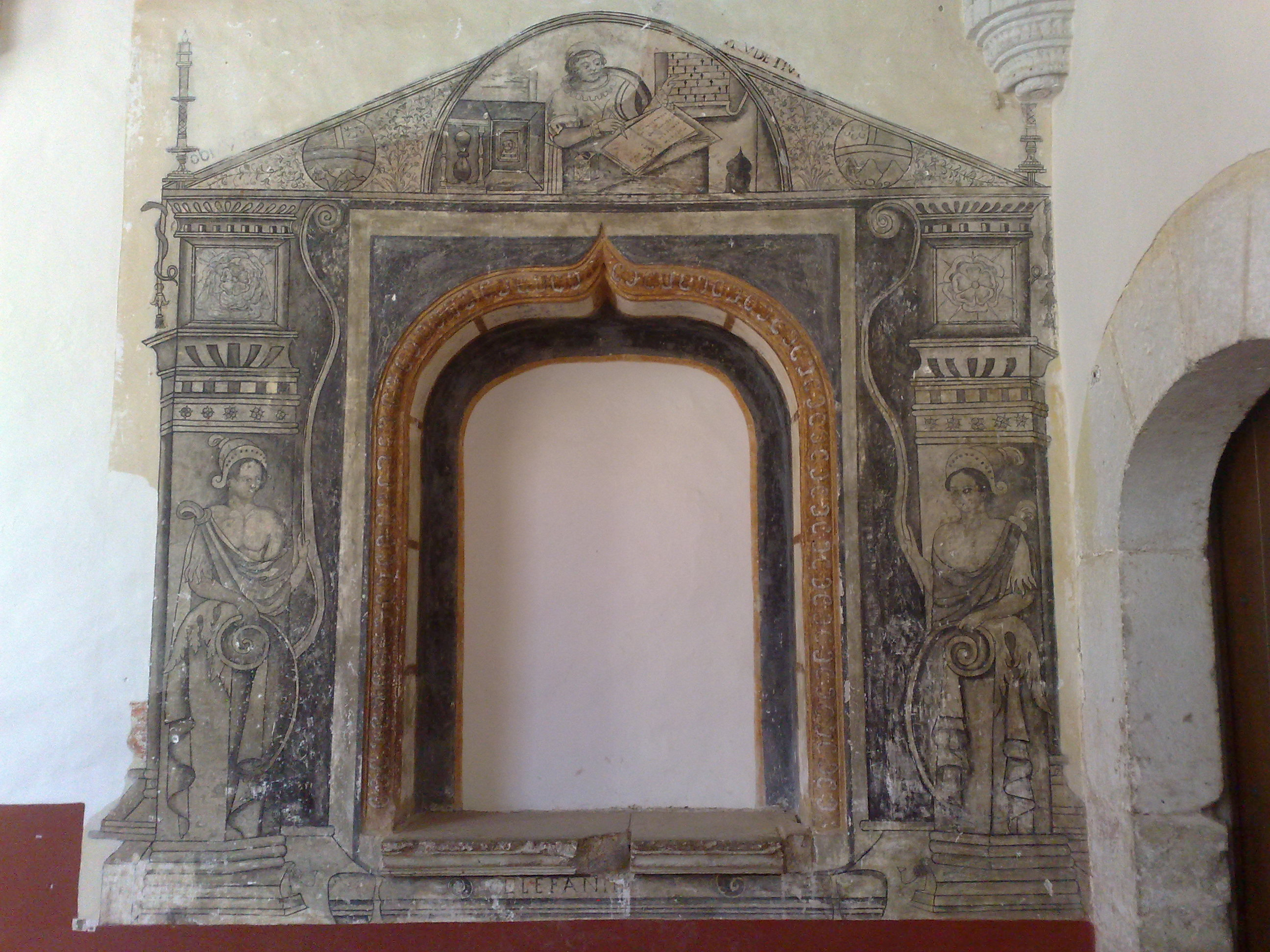
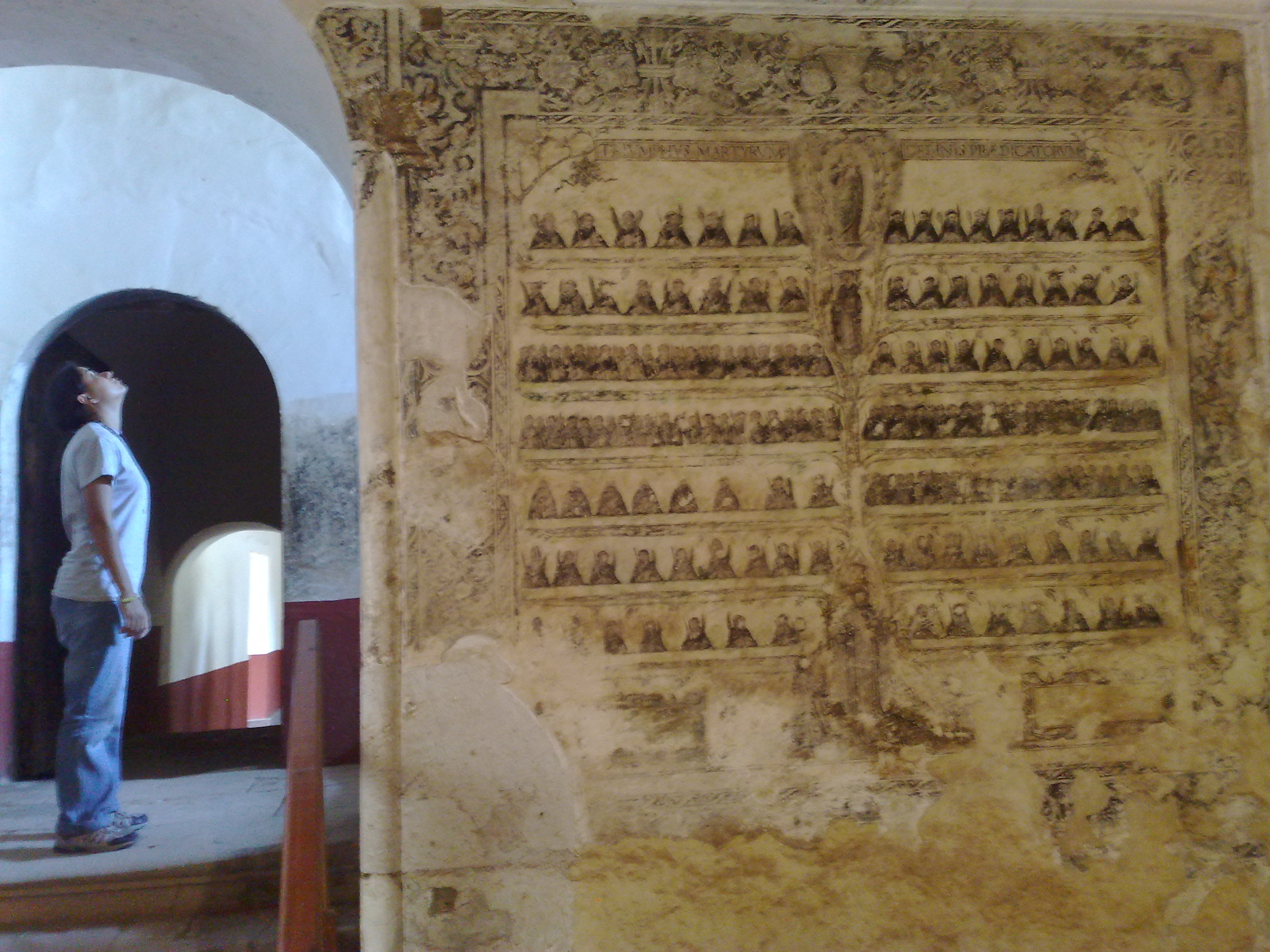
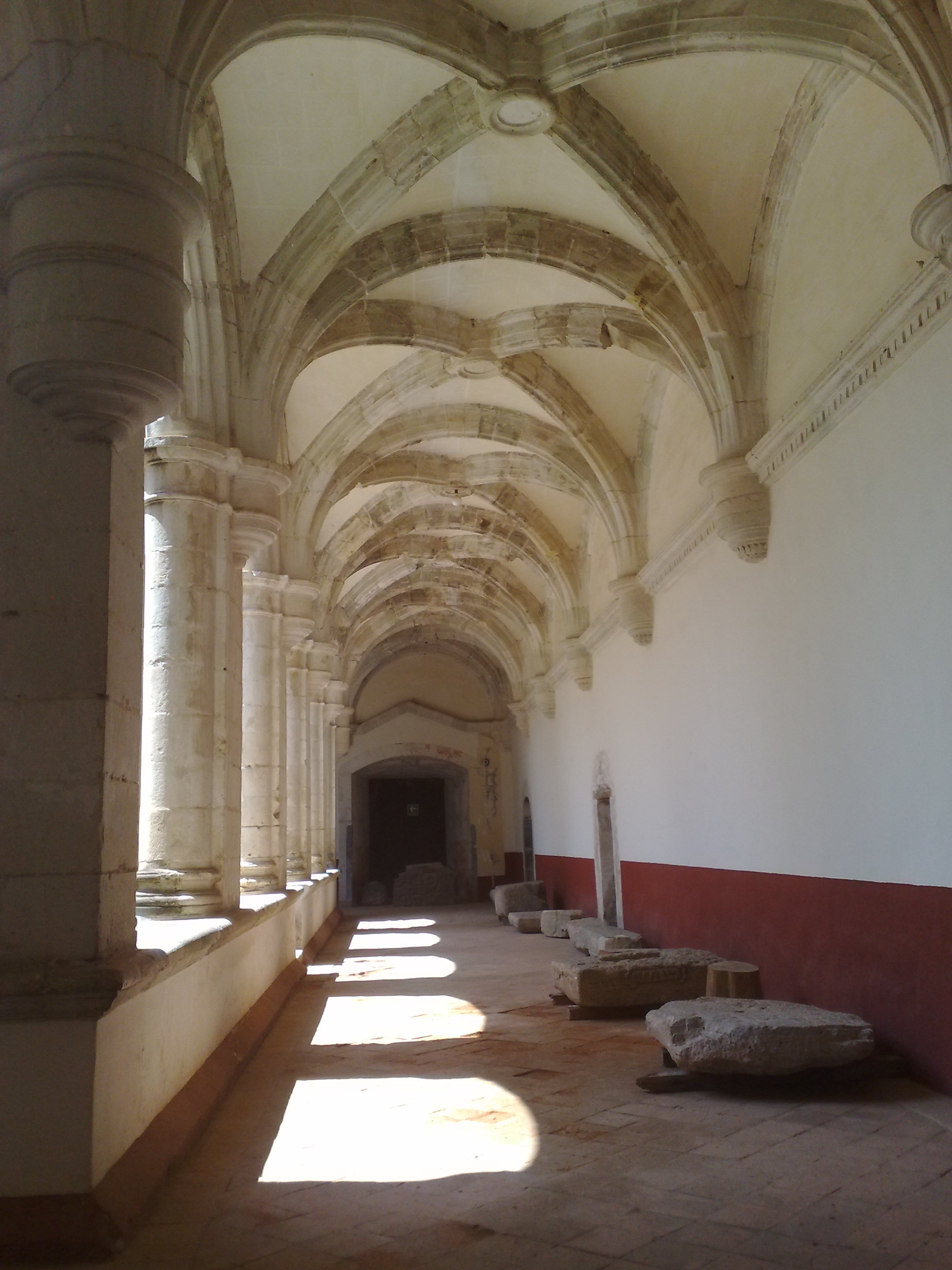
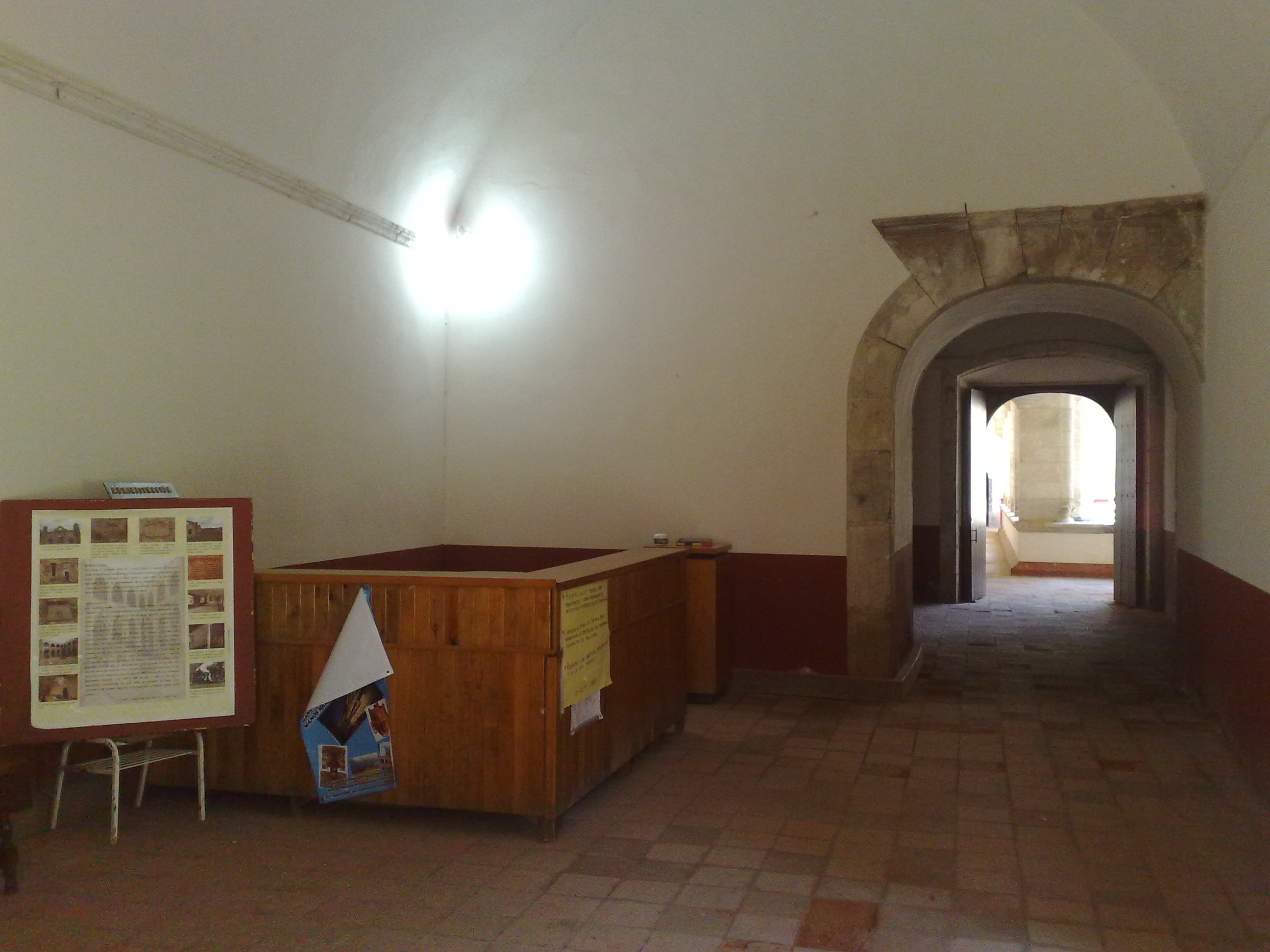
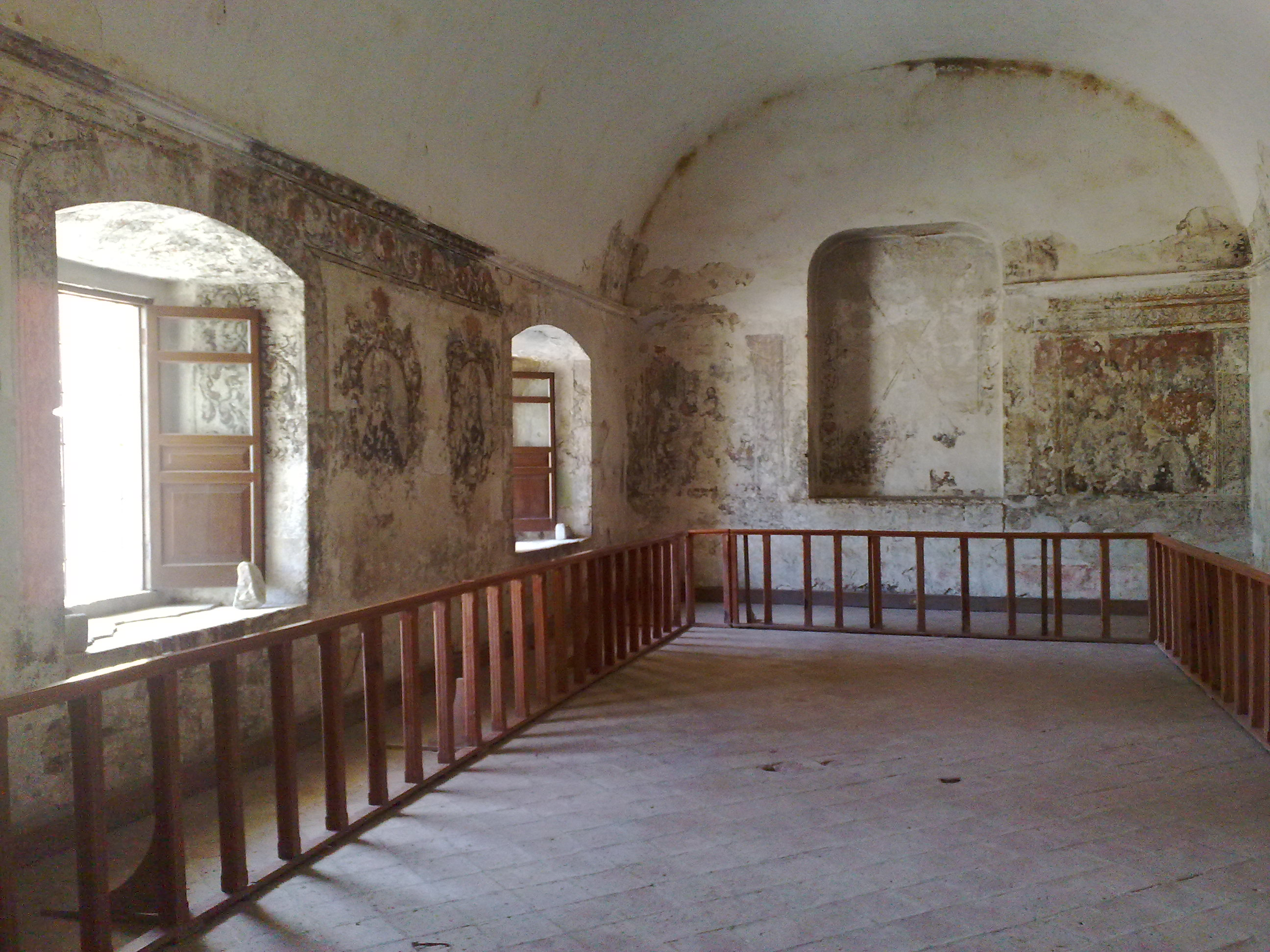
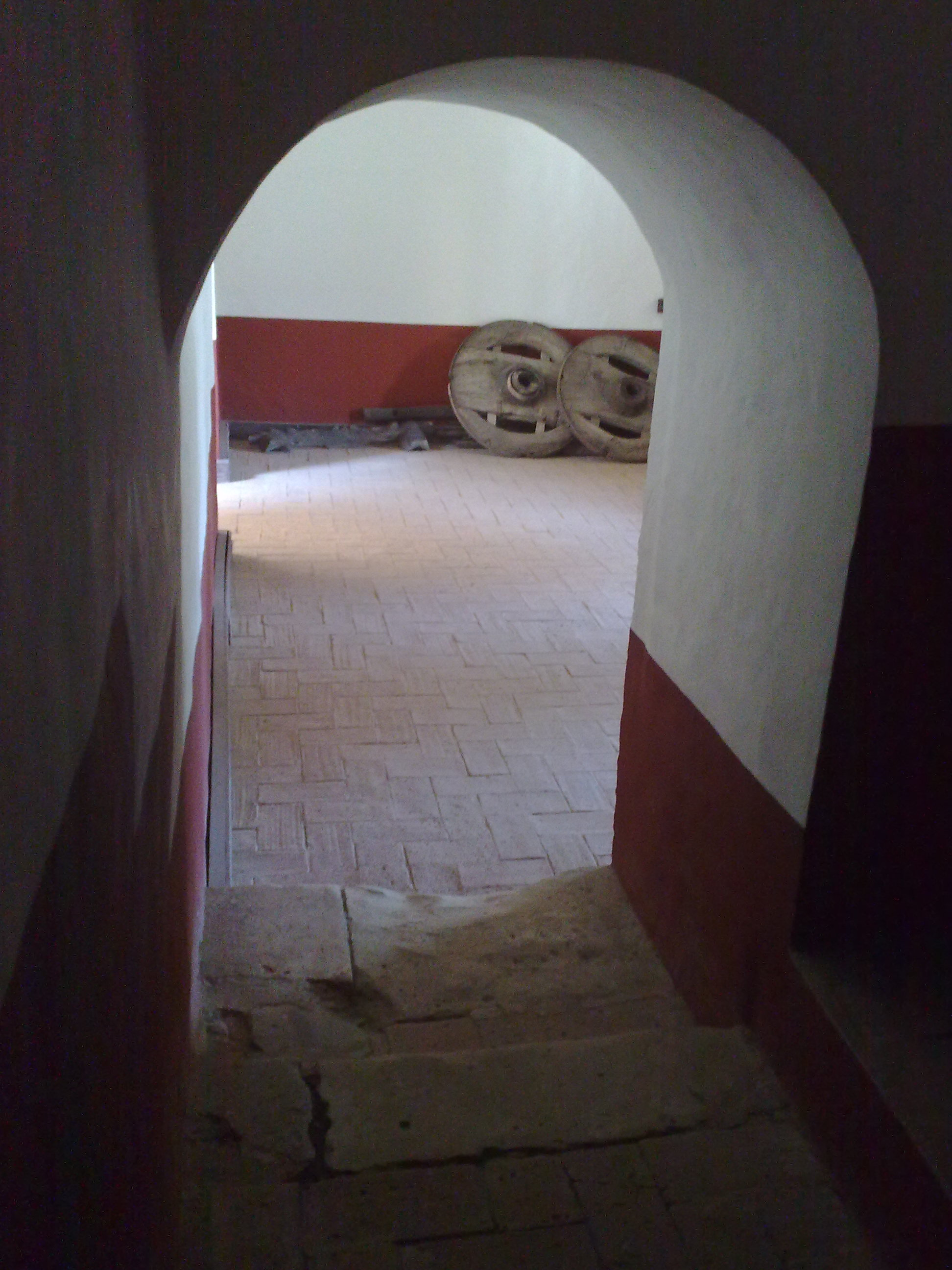
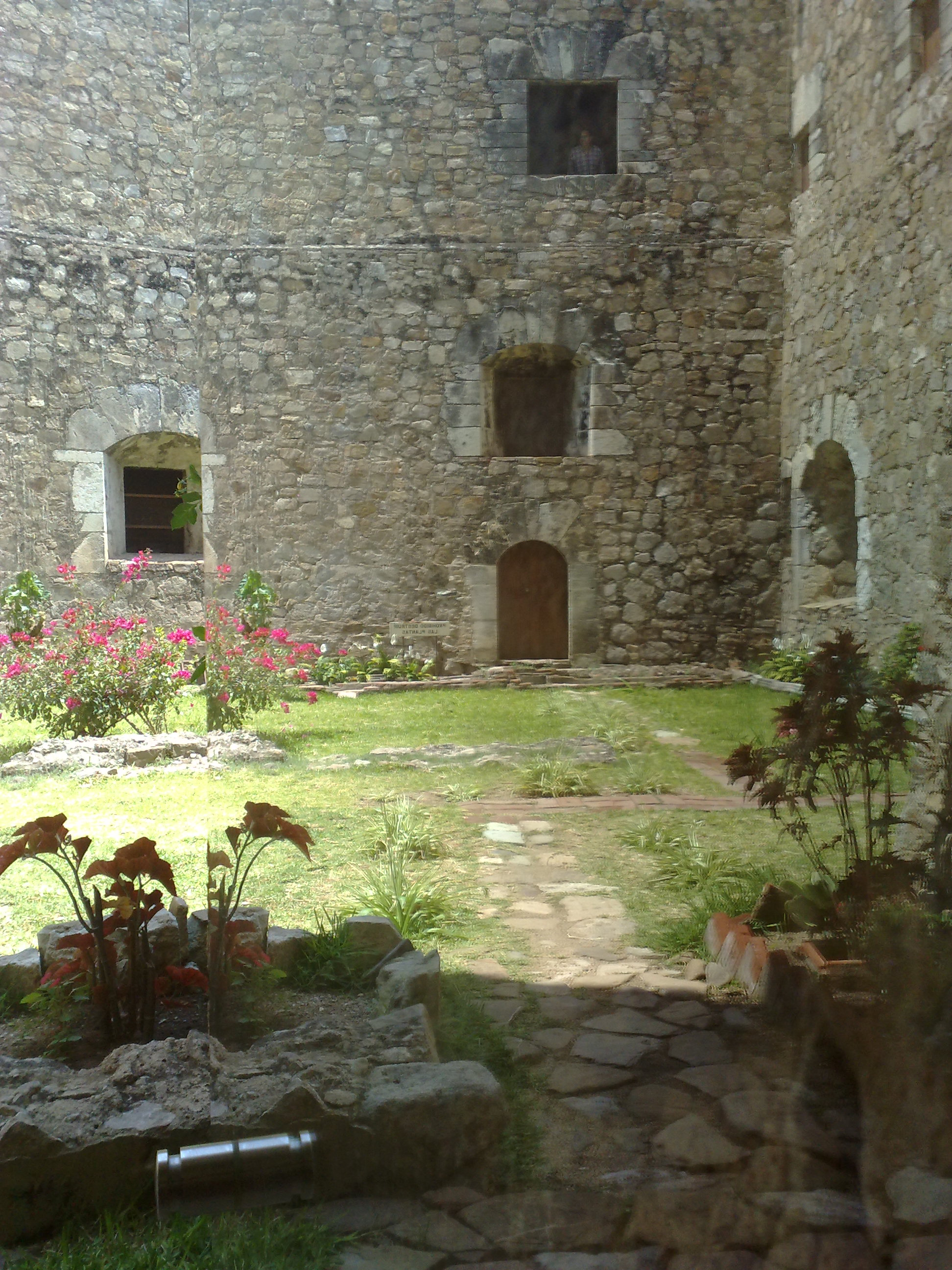
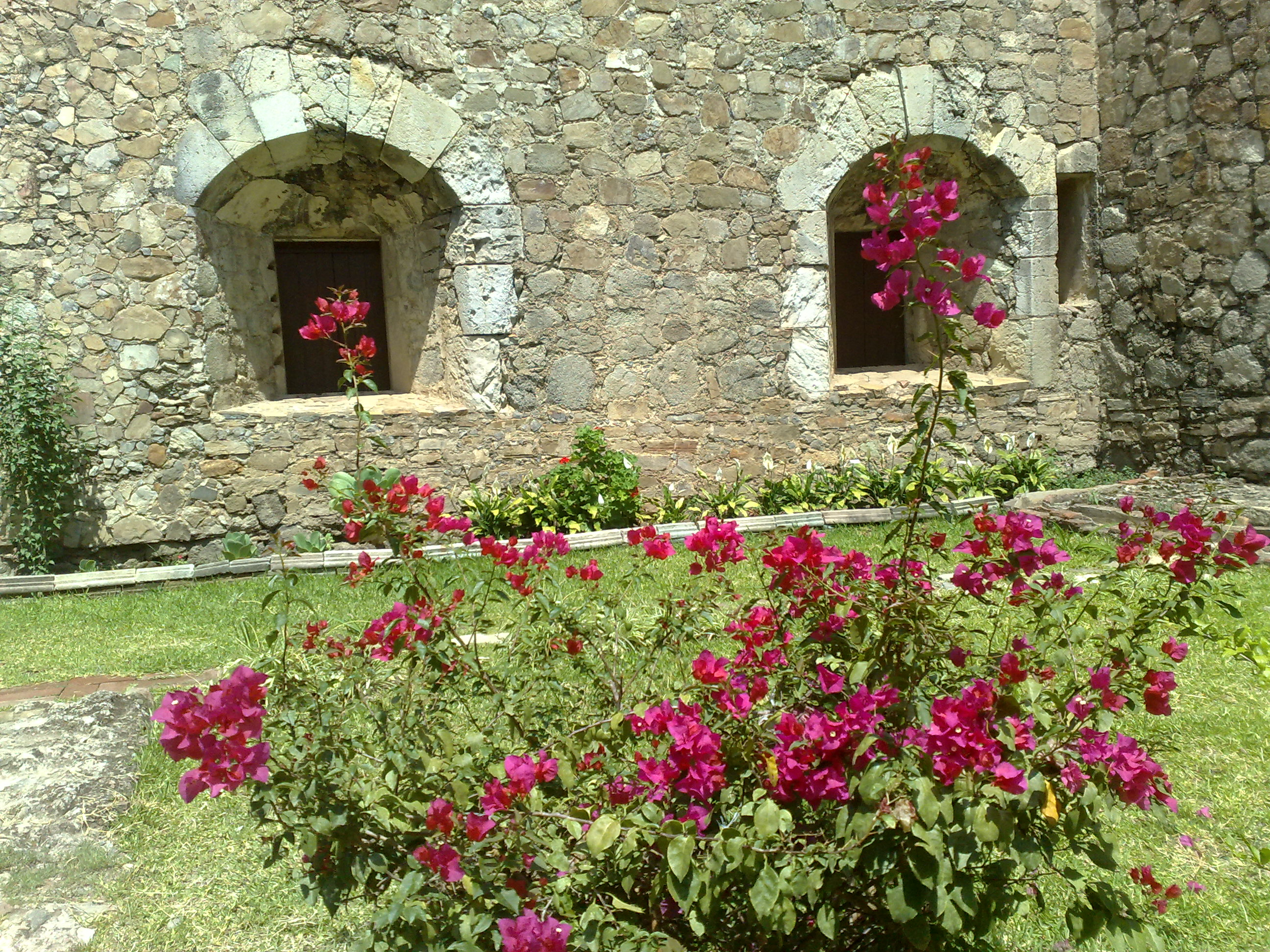
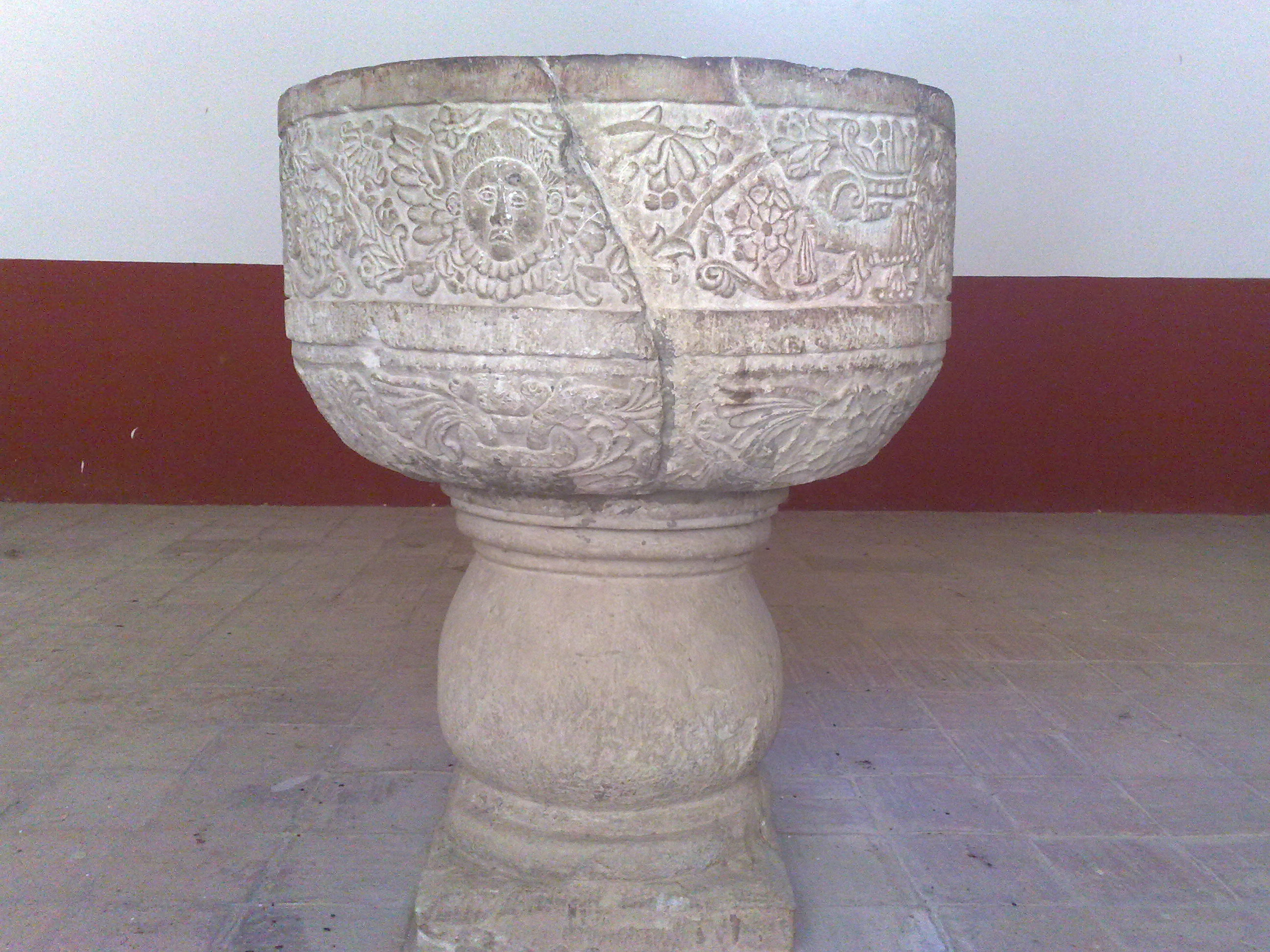
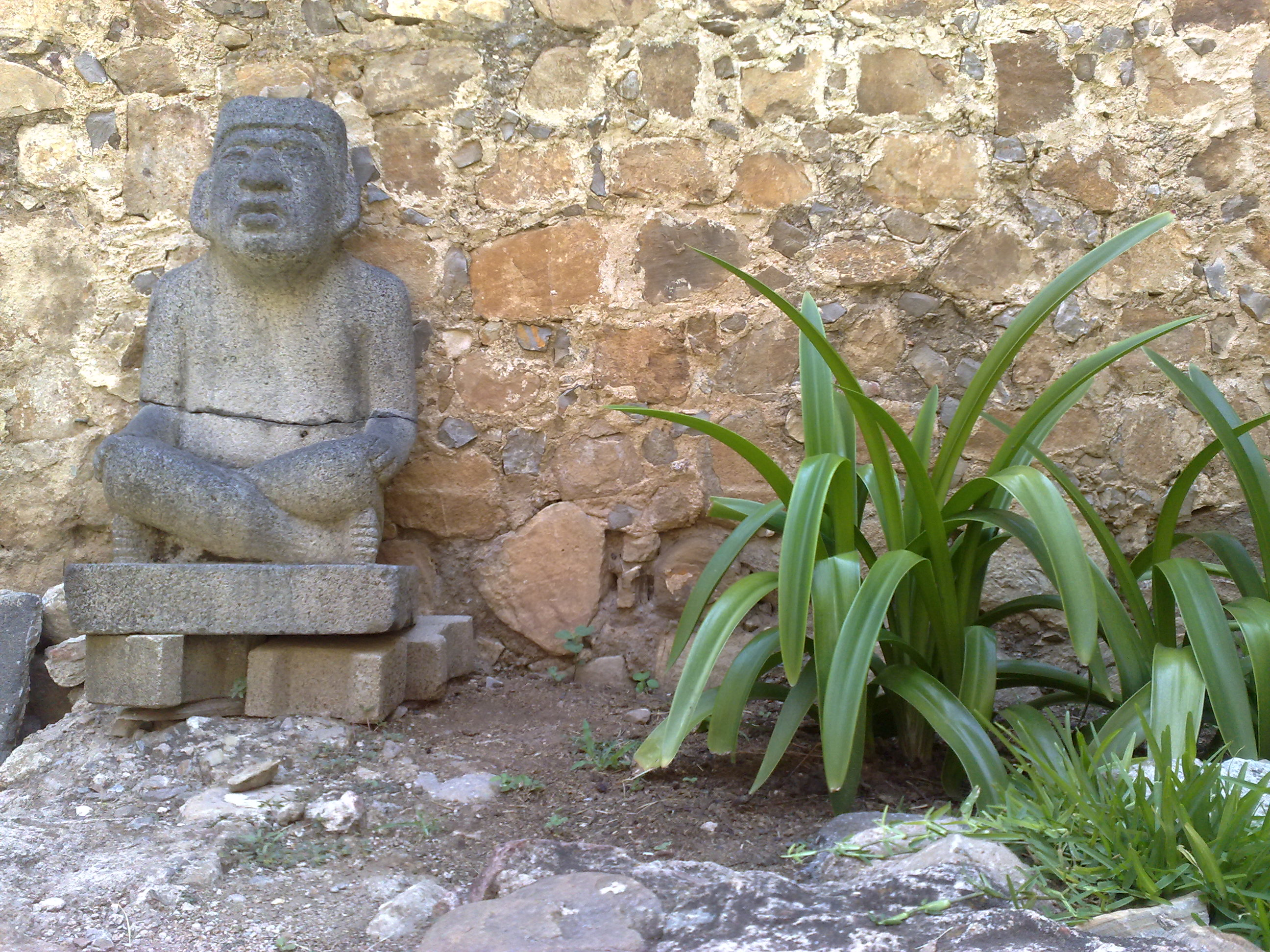
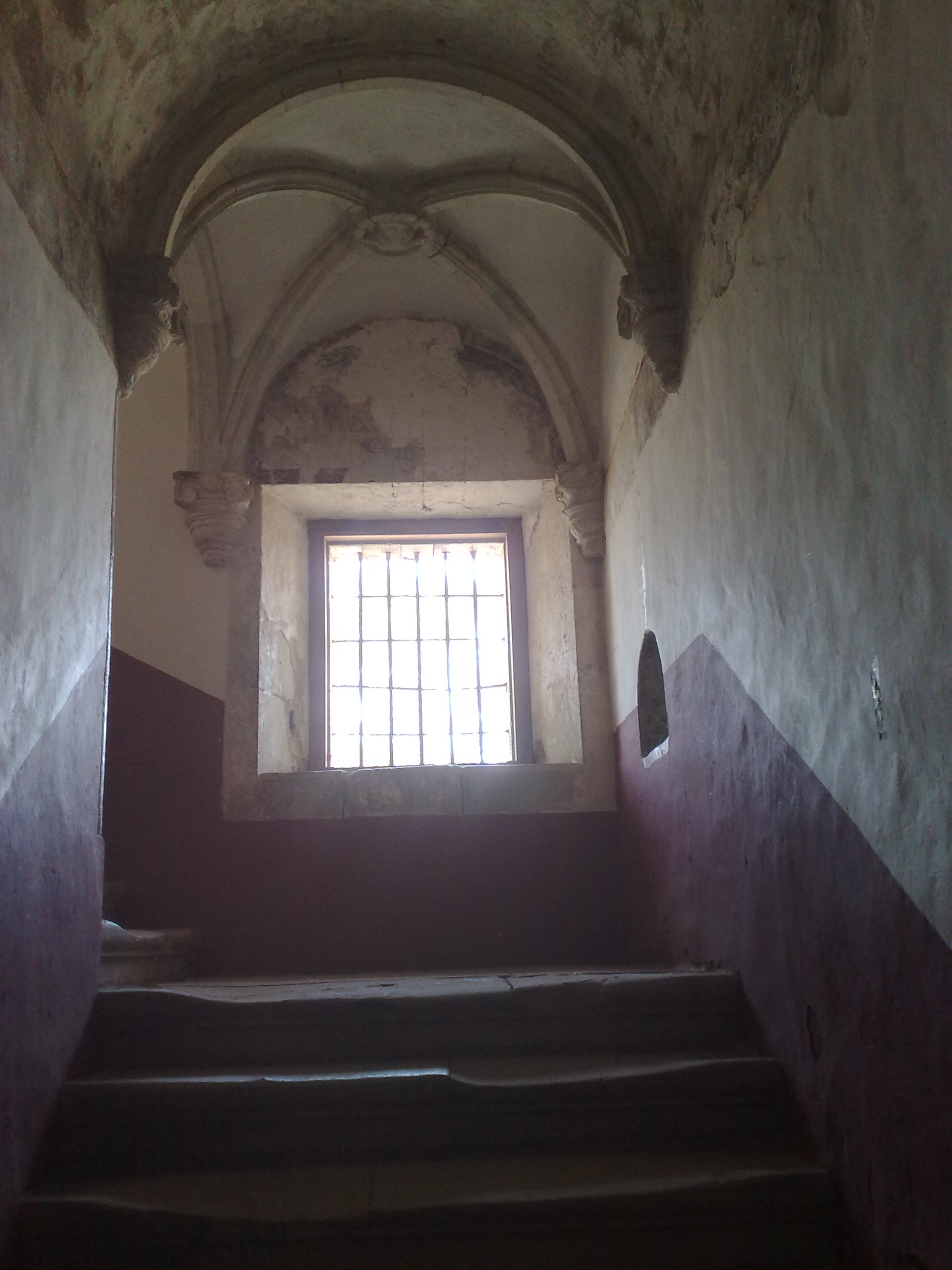
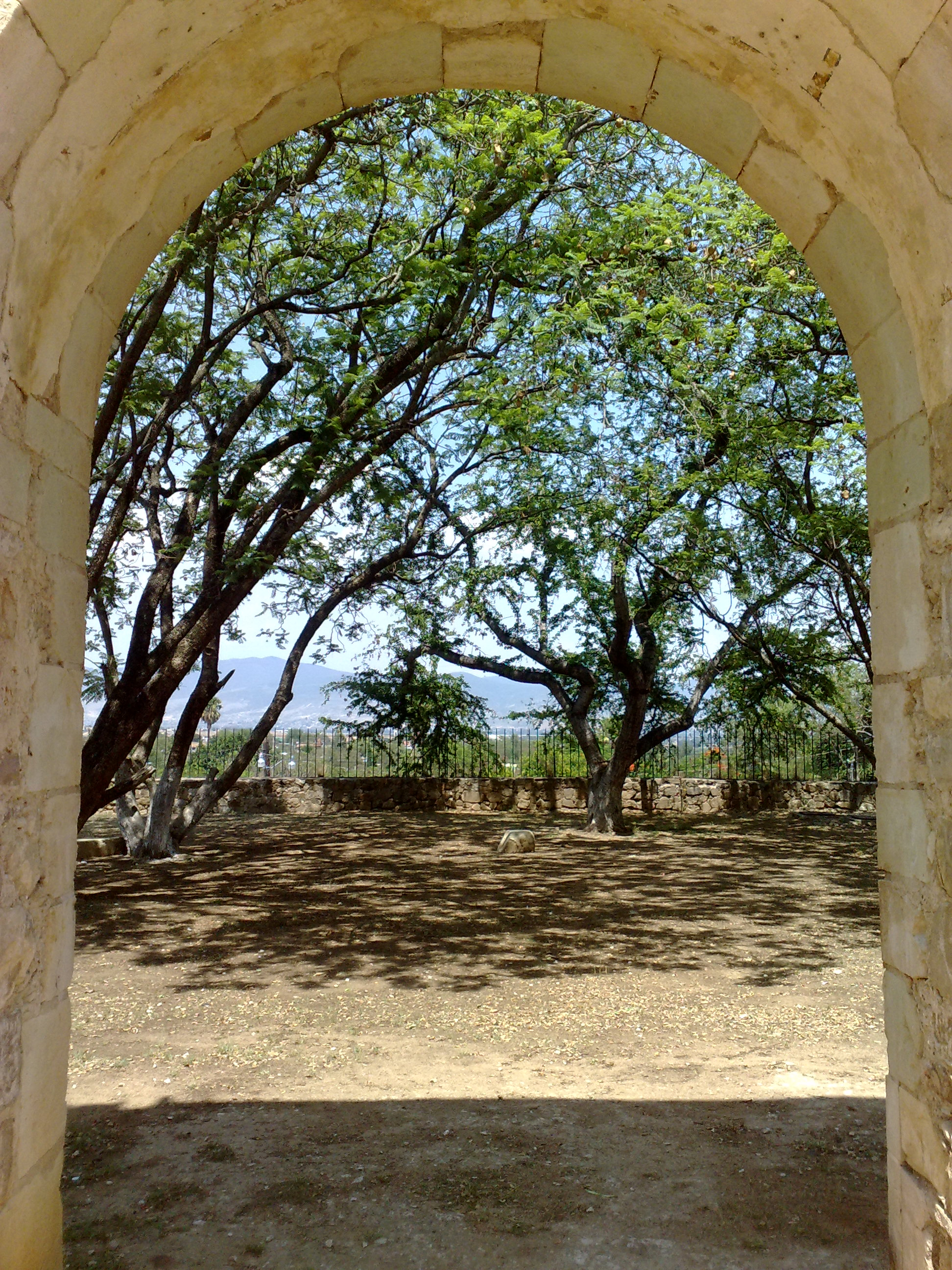